# 5lack
5lack（スラック、ゴラック、1987年5月6日 - ）は日本のラッパー、トラックメイカーである。ヒップホップユニットPSG、SICK TEAMの一員としても活動する。PSGのメンバーのPUNPEEは実兄。2012年頃までS.L.A.C.K.名義で活動していた。

## 略歴
- 1999年、兄・PUNPEEが音楽制作を始めたことをきっかけに、自身でも音楽制作を始める。活動初期当時の名義は「あらら」。
- 2007年、PUNPEEとGAPPERで結成したヒップホップユニット「P&G」に加入し、PSGを結成。
- 2008年、アルバム『I'm Serious (好きにやってみた)』を限定100枚で発表。
- 2009年2月18日、1stアルバム『My Space』を発表。ヒップホップ専門メディア「Amebreak」の「BEST NEWCOMERs DEBUT ALBUMs」に選出される。[1]
- 2009年8月23日、投票により出演者を決定する「PEOPLE'S CHOICE」に選出され、B BOY PARK 2009に出演。
- 2009年 11月18日、2ndアルバム『Whalabout?』を発表。
- 2010年12月22日、SEEDA、ZEEBRAと共にコラボシングル『White Out』を発表。
- 2010年12月31日、ヒップホップ専門メディア「Amebreak」の「AWARD 2010 BEST ARTIST, GROUPS」の第一位に選出。[2]
- 2011年2月16日、3rdアルバム『我時想う愛』を発表。
- 2011年6月2日、Budamunk、ISSUGI(MONJU)とのヒップホップユニット・SICK TEAMとして1stアルバム『SICK TEAM』を発表。
- 2011年9月14日、アメリカ・オークランド出身のビートメイカー、CES2とのコラボレーションで、アルバム『ALL IN A DAZE WORK』を発表。
- 2011年11月2日、4thアルバム『この島の上で』を発表。
- 2011年12月26日、自身単独名義では初のMIX CD『blacksmokecar』を発表。
- 2012年7月21日、ミニアルバム『情』を無料配信。[3]
- 2013年1月23日、OLIVE OILとのコラボレーションでアルバム『5 0』を発表。
- 2013年5月22日、『5 0』をOLIVE OILと再構築したリミックスアルバム『5 0 Remixes』を発表。
- 2013年8月8日、5thアルバム『5 sence』を発表。
- 2014年2月12日、Budamunk、ISSUGI(MONJU)とのヒップホップユニット・SICK TEAMとして2ndアルバム『SICK TEAMⅡ』を発表。
- 2015年3月25日、6thアルバム『夢から覚め。』を発表。
- 2015年7月31日、BudaMunk、16Flip、GAPPER、MCKOMICKLINICK、WATTERと共にレギュラーパーティー「Weeken'」を代官山UNITにて開催する。
- 2016年4月20日、ジャズピアニストのAaron Choulaiと共にコラボシングル『Unfounded』を発表。
- 2016年5月10日、BSスカパーの番組BAZOOKA!!!内のコーナーBAZLIVE!!!にてスタジオライブを披露。
- 2016年6月10日、2015年9月26日に代官山UNITでの主催イベント「Weeken'」で行われたmabanua bandとのライブの模様がDVDとして発売される。
- 2016年8月10日、2ndシングル『Feelin29 (feat. Kojoe)』を発表。
- 2020年10月21日、”夏の魔物SPECIAL MAMONOISM”のYouTube配信番組「MAMONOISM ZERO」にて、5lackの配信ライブが22:00からプレミア公開
- 2021年1月9日、音楽・ファッション・スポーツなどのユースカルチャーを通してミレニアル世代の心を動かす動画メディア・McGuffinにて、5lackと以前から親交のある俳優・野村周平との対談が公開。
- 2021年1月20日、2018年10月8日に行われたワンマンライブ-「KESHIKI」東京公演 at マイナビBLITZ-が27時間限定でYoutubeにてプレミア公開。[4]
- 2021年1月25日、7年振りの復活を遂げたLevi’s® Redのメンズコレクション・キャンペーンモデルとして登場。
- 2021年2月2日、27期間限定でYoutubeにてプレミア公開されたワンマンライブ-「KESHIKI」東京公演 at マイナビBLITZ-のDVDがオフィシャルショップ〜高田や〜にて、枚数限定での販売。2021年1月21日より予約受付開始。

## ディスコグラフィ
PSGでの作品は除く

### シングル
- 『White Out』　SEEDA x S.L.A.C.K. x ZEEBRA (2010年12月22日発売)
- 『WEEKEND』 (2013年9月18日発売)
- 『XMAX』 (2014年12月23日) インターネット上で無料配信
- 『Feelin29 (feat. Kojoe)』 (高田音楽制作事務所/2016年8月10日発売)
- 『24365 (feat. KOHH)』 (高田音楽制作事務所/2016年11月9日)
- 『きみのみらいのための』 (高田音楽制作事務所/2020年4月6日)

### EP
- 『BUDA SPACE』 (DOG EAR RECORDS) (2010年6月23日) 限定1000枚
- 『Swes Swes Cheap』 (DOG EAR RECORDS) (2010年8月4日) 限定1500枚

### ミニアルバム
- 『情』 (2012年7月21日) インターネット上で無料配信

### フルアルバム
S.L.A.C.K.名義
- 『The No Meaning』 (2007年)
- 『I'm Serious (好きにやってみた)』 (2008年) 限定100枚
- 『My Space』 (DOG EAR RECORDS/2009年2月18日)
- 『Whalabout?』 (DOG EAR RECORDS/2009年11月18日)
- 『我時想う愛』 (高田音楽制作事務所/2011年2月16日)
- 『この島の上で』 (高田音楽制作事務所/2011年11月2日)

5lack名義
- 『5 sence (エッセンス)』 (高田音楽制作事務所/2013年8月8日)
- 『夢から覚め。』 (高田音楽制作事務所/2015年3月25日)
- 『KESHIKI』 (高田音楽制作事務所/2018年11月21日)[5]
- 『この景色も越へて』 (高田音楽制作事務所/2020年3月20日)[6]
- 『Title』 (高田音楽制作事務所/2021年4月7日)[7]

#### コラボレーション
- 『ALL IN A DAZE WORK』 S.l.a.c.k. & CES2 (高田音楽制作事務所/2011年9月14日)
- 『我破』 GAPPER & 5lack (高田音楽制作事務所/2012年4月25日)
- 『5 0』 5lack × OLIVE OIL (高田音楽制作事務所 x OILWORKS Rec./2013年1月23日)
- 『5 0 Remixes』 5lack × OLIVE OIL (高田音楽制作事務所 x OILWORKS Rec./2013年5月22日)
- 『Unfounded』 5lack × Aaron Choulai (高田音楽制作事務所/2016年4月20日) シングル
- 『502』 5lack ×  OLIVE OIL (高田音楽制作事務所 x OILWORKS Rec./2018年2月7日)

#### SICK TEAM名義
- 『SICK TEAM』（2011年6月2日）　フルアルバム
- 『SICK TEAMⅡ』（2014年2月12日）　リミックスアルバム

### MIX CD
- 『RESPECT MUSIC & CULTURE REPORT CASE 0 -MESS vs. S.L.A.C.K.-』 (HYPE UP SOUND/2010年11月27日)
  - JUSWANNAのメシアTHEフライとのMIX CD。
- 『blacksmokecar』 (BLACK SMOKER/2011年12月26日)
- 『8LACK 8ALLADE』 (BLACK SMOKER/2015年4月28日)

### DVD
- 『2015.9.26 5lack with mabanua Band.LIVE＠UNIT[Weeken']』 (高田音楽制作事務所/2016年8月10日)

### 参加楽曲
- 「EAT (feat S.L.A.C.K.)」 ISSUGI 『THURSDAY』収録 (2009年7月15日)
- 「Jackin' 4 Beats (Remix) [feat. KGE THE SHADOWMEN, 寿, RAW-T, JBM, MEGA-G, CHINO, VIKN, S.L.A.C.K., OJIBAH & 林鷹]」 ZEEBRA 『Jackin' 4 Beats (12inch)』収録 (2009年9月16日)
- 「シュビドュビバップ (feat. 鎮座DOPENESS & S.L.A.C.K.)」 ALI-KICK & MARUHIPROJECT 『SPLIT EP VOL.3』 (2009年12月11日)
- 「Styles」 Fuku Del Toro & S.L.A.C.K. & PUNPEE & Zight 『ALTERNATIVE N.C.C STYLE VOL.2』収録 (2009年12月25日)
- 「IN DA CLUB (feat. PUNPEE & S.L.A.C.K.)」 LUVRAW & BTB 『ヨコハマ・シティ・ブリーズ』収録 (2010年8月4日)
- 「孤独少年」　DJ MITSU THE BEATS　『UNIVERSAL FORCE』収録 (2010年8月16日)
- 「No One But Us (feat. MoNDoH, SQUASH SQUAD, S.L.A.C.K., STICKY, HORI, AKLO, NIPPS & H.TEFLON)」 SEEDA (2010年8月26日)
- 「Namida (feat. S.L.A.C.K.)」 RAU DEF 『ESCALATE』収録 (2010年9月10日)
- 「Cloudin」 ISSUGI 『THE JOINT LP』収録 (2010年10月06日)
- 「先へ (feat. S.L.A.C.K.)」 Fragment 『vital signs』収録 (2010年11月17日)
- 「Freestlye (feat. PUNPEE & S.L.A.C.K.)」 cro-magnon 『joints』収録 (2010年12月8日)
- 「暇すぎてしょうがない (Remix) [feat. S.L.A.C.K. & PUNPEE]」 WAX 『SD KARAOKE CLASICCS』収録 (2011年5月23日)
- 「LET ME SHOW YOU」　LUVRAW & BTB　『HOTEL PACIFICA』収録 (2011年10月19日)
- 『Blunted Monkey Fist』 BUDAMUNK (2011年12月2日)
  - 「Monkey Business (feat. S.L.A.C.K. & ISSUGI)」
  - 「Fatal Strike (feat. S.L.A.C.K., TAMU, ISSUGI)」
- 「遊ぶ (feat S.L.A.C.K.)」 TAMU 『SLOW START』収録 (2012年2月8日)
- 「現実ライジングサン (feat S.L.A.C.K.)」 WATTER 『WATTER 』収録 (2012年6月13日)
- 「愛など (feat. S.L.A.C.K.)」 DJちえみ 『MOA MOA LOVE』収録 (2012年7月27日)
- 「スライム (feat. 5lack)」 DJ BEERT & Flammable 『ASHES TO ASHES』収録 (2012年9月5日)
- 「Egypt (feat. 5lack)」 PUNPEE 『Movie On The Sunday MIX CD』収録 (2012年9月15日)
- 「MANY WAY」 ISSUGI 『EARR』収録 (2013年2月6日)
- 「キリキリマイ (feat. 5lack)」 Loota 『Dessin』収録 (2013年5月17日)
- 「Story」 KID FRESINO 『Horseman's Scheme』収録 (2013年5月22日) ＊クレジットされてないが客演で参加
- 「俺のテンポ (feat. 5lack)」 OJ BEERT SIMPSON as DJ BEERT & GRADIS NICE 『JUICE TIME』収録 (2013年6月14日)
- 「月ノ眼 (feat. 5lack)」 ISSUGI & BUDAMUNK 『II BARRET』収録 (2013年11月6日)
- 「Chilaxxxation (feat. 5lack)」 KOJOE x Olive Oil 『blacknote』 (2014年7月2日)
- 「This'z Mylife (feat. 5lack)」 ISSUGI & DJ SCRATCH NICE 『UrbanBowl Mixcity』収録 (2015年4月8日)
- 『The Corner』 BudaMunk (2015年5月27日)
  - 「But I Know (feat. 5lack)」
  - 「Keep It Movin’ (feat. 5lack, ISSUGI & mabanua)」
- 「Fugue State (feat. 5lack)」 Alfred Beach Sandal 『Unknown Moments』 (2015年8月5日)
- 「空想 (feat. 5lack)」 KOYANMUSIC a.k.a. KYN 『prelude』 (2015年10月7日)
- 「DESTROY (feat. 5lack)」 RAU DEF 『ESCALATE II』収録 (2015年11月11日)
- 「LINK (feat. 5lack)」 ISSUGI x JJJ 『LINK UP 2 EXPERIMENT MIXTAPE』収録 (2016年2月4日)
- 「Back In The Day (feat. SEEDA & 5lack)」BES 『UNTITLED』収録 (2016年4月23日)
- 「熱病 (feat. 5lack)」 LIBRO 『風光る』収録 (2016年5月25日)
- 「Hilight (feat. 5lack)」 illion 『P.Y.L』収録 (2016年10月12日)
- 「東京 (feat. 5lack)」 SILENT POETS 『東京 feat. 5lack』収録 (2016年12月)
- 「Wolves (feat.5lack)」 kZm 『DIMENSION』収録 (2018年7月13日)
- 「FALLIN’ (feat. 5lack)」 JASMINE 『FALLIN’ (feat. 5lack)』収録 (2019年11月1日)
- 「Fuck U Tokio I Love U! (feat.5lack)」 kZm 『DISTORTION』収録 (2020年4月22日)
- 「Wonder Wall (feat. 5lack)」 PUNPEE 『The Sofakingdom』収録 (2020年7月1日)
- 「Radio (Feat. 5lack)」 Daichi Yamamoto 『Elephant In My Room』収録 (2020年8月12日)

### プロデュース曲
- 「Namida (feat. S.L.A.C.K.)」 RAU DEF 『ESCALATE』収録 (2010年9月10日)
- 『SLOW START』 TAMU (2012年2月8日)
  - 「ある日」
  - 「遊ぶ (feat S.L.A.C.K.)」
- 「MIHARU KASU KANATA (5lack Remix)」 TwiGy 『TwiGy REMIXES』 (2015年11月28日)